# یونجه بخارا
ملیلتوس آلبوس (نام علمی: Melilotus albus) نام یک گونه از تیره باقلاییان است.